# L'Orient és roig (satèl·lit)
L'Orient és roig (xinès tradicional: 東方紅, xinès simplificat: 东方红, pinyin: Dōngfāng Hóng, literalment 'orient roig') és el primer satèl·lit artificial de la República Popular de la Xina, llançat el 23 d'abril de 1970. Els enginyers li van instal·lar un aparell que va emetre la cançó "L'Orient és roig". El mateix dia que se celebrava la Cimera d'Indoxina es va efectuar el llançament del primer satèl·lit xinès. Mao Zedong va voler causar una impressió favorable entre els vietnamites. Zhou Enlai ho va presentar com un regal a la cimera i una “victòria per a tots nosaltres”.